# Setomedea seticostata
Setomedea seticostata är en snäckart som först beskrevs av Hedley 1924.  Setomedea seticostata ingår i släktet Setomedea och familjen Charopidae. Inga underarter finns listade i Catalogue of Life.